# Union List of Artist Names
L’Union List of Artist Names (ULAN) est une base de données consacrée aux arts visuels et à vocabulaire contrôlé mise en ligne par l'institut de recherche Getty. Ses informations sont présentées comme un thésaurus documentaire. En 2013, elle compte plus de 293 000 noms d'artistes en tous genres et de toute époque.